# مركب الأمل بالدار البيضاء
مركب الأمل هو مجمع رياضي للتنس في الدار البيضاء، بالمغرب بمقدرة إستيعابية بلغت 5500 شخص. ويحتضن المركب سنويا بطولات عريقة منظمة من قبل الجامعة الملكية المغربية لكرة المضرب بشراكة مع بلدية الدار البيضاء للاعبي التنس المحترفين والمحترفات للتنافس على أقيم جائزتين وهما جائزة الحسن الثاني الكبرى للتنس في فئة الذكور وجائزة للا مريم الكبرى للتنس في فئة الإناث.